# Контролер домену
Контролер домену в комп'ютерних мережах, побудованих на Microsoft Servers — це сервер, контролюючий область комп'ютерної мережі (домен).
Запускає служби Active Directory, зокрема Центр розповсюдження ключів Kerberos (Kerberos Key Distribution Center, KDC).
З програмної точки зору, на більшості Unix-подібних систем як контролер домену виступає пакет прикладних програм Samba.
Контролери домену під керуванням Windows Server 2003, зберігають дані каталогу і керують взаємодією користувача та домену, включаючи процеси входу користувача в систему, перевірку автентичності і пошуки в каталозі. Контролери домену створюються при використанні майстра установки Active Directory.
В Windows NT Server контролер домену для надійності створюється в зв'язці з основним контролером домену, резервний контролер домену [Архівовано 21 березня 2012 у Wayback Machine.]. В Windows 2000 і Windows Server 2003 всі рівні.

## Windows NT
У мережах Windows NT один сервер, що використовувався як основний контролер домену (PDC), а всі інші сервери, виконували роль резервних контролерів домену (BDC).
BDC міг виконувати автентифікацію користувачів в домені, але всі оновлення в домені (додавання нових користувачів, зміна паролів, членство в групах і т. д.) могли бути зроблені тільки через PDC, які потім поширювалися на всі резервні контролери домену. При недоступному PDC, не вдавалося здійснити оновлення. Якщо PDC був постійно недоступний, існуючий BDC міг бути підвищений до ролі PDC.

## Windows 2000
У Windows 2000 і пізніші версії введена служба каталогів Active Directory (AD), яка практично звела нанівець концепцію основного і резервного контролерів домену на користь кількох господарів реплікації (модель однорангової реплікації).
Тим не менш, існує кілька ролей, які за умовчанням встановлюються на перший DC в мережі. Вони називаються Flexible single-master operations (FSMO). Деякі з цих ролей відповідають за домен, інші за ліс доменів (domain tree). Якщо сервер, що виконує одну з цих ролей, недоступний, домен продовжує функціонувати. У випадку, якщо сервер недоступний постійно, роль контролера може на себе взяти інший DC (процес, відомий як «захоплення» ролі).
Windows Server 2008 і пізніші версії можуть використовуватися як Read Only Domain Controller (RODC). Оновлення інформації на них можливо через реплікацію з інших DC.

## Samba 4.0/4.1
В Unix-подібних системах Samba 4.x може працювати як контролер домену, підтримує схеми лісу доменів Windows 2003, 2003 R2, 2008, 2008 R2, які в свою чергу можуть бути розширені, може використовуватися як RODC.